# 塞維利亞足球俱樂部
西維爾足球俱樂部（西班牙語：Sevilla Fútbol Club）是一家位於西班牙安達魯西亞首府塞維亞的足球會，為西班牙足球甲级联赛的球隊之一，成立於1890年1月25日，是塞維利亞最早成立的足球俱樂部，也是整個安達魯西亞地區第二古老的球隊。主場場館為拉蒙·桑切斯·皮斯胡安球場。
塞维利亚是欧洲最成功的俱乐部之一，七次赢得欧联杯冠军。
其主要競爭對手為同城的皇家贝蒂斯，兩隊之間的比賽被稱為塞维利亚德比。

## 歷史
在西班牙全國性的足球比賽開始之前，塞維利亞曾經贏得17座安達魯西亞錦標賽，以及2次獲得塞維利亞市的冠軍。在西甲聯賽成立後乃西維爾全盛時期，雖然只曾於1946年贏過一屆冠軍，但大部分時都在聯賽榜前列，贏過4屆西甲聯賽亞軍。
自1960年代以後西維爾實力每況愈下，只能在低組別聯賽打滾，至1990年代末才重新升上甲組。2005-06年球季更贏得歐洲足協杯冠軍。2007年球季衛冕歐洲足協盃成功，是自1986年皇家馬德里後第一支成功衛冕歐洲足協盃的球隊。
2007年8月28日，在07-08赛季西甲联赛首轮对赫塔費的比赛中因突发心脏病倒下的塞维利亚球员安東尼奧·佩亞達抢救无效逝世，而原有之16號球衣則提早退役至被其他球員接手止。
2014至2016年，塞維利亞於欧罗巴联赛表現出色，連續3屆成為冠軍，不過在2016年的夏天，帶領球隊創造這個紀錄的主教練烏拿·艾瑪利離開了球隊前往巴黎聖日耳曼，不過塞維利亞成功邀請到曾率領智利奪下美洲杯的豪爾赫·桑保利擔任球隊的新主教練。
2015年11月25日，塞維利亞在歐冠小組賽倒数第二轮爆冷不敌门兴格拉德巴赫，积分一度排名小组垫底。由于最后一轮塞维利亚将要面对尤文图斯，并且需要寄托曼城击败门兴格拉德巴赫才能跻身小组第三。由于尤文图斯是应届亚军，且最后一轮对于尤文图斯也至关重要，加上曼城此前并未取得过小组第一，所以大多数人并不看好塞维利亚的卫冕之路。12月8日，面对尤文图斯的比赛中，上半场曼城爆冷落后门兴，塞维利亚晋级局面显得艰难。下半场66分钟，乌克兰中场耶夫恩·科諾普里安卡助攻费尔南多·略伦特打入致胜进球。但由于曼城依然落后，塞维利亚即便赢球也无济于事。77分钟、79分钟，曼彻斯特城由拉希姆·斯特林梅开二度，打入为曼城扳平与反超的两粒进球。凭借曼城的胜利，塞维利亚最终在积分上艰难压过门兴格拉德巴赫，以小组第三的身份晋级欧联杯32强，并一路杀进决赛拿下冠军。
2016年12月8日，塞維利亞在歐冠小組賽最後一輪客場0比0戰平里昂，成功晉級歐冠淘汰賽，俱樂部也無緣創造歐霸盃4連冠的歷史。他們在淘汰賽遇上英超冠軍萊斯特城，主場作戰時在罰失兩個十二碼的情況下以2比1戰勝對手，但是在客場0比2落敗，總比分2比3被淘汰，歐聯杯之王的歐冠之路從此畫下句點。
2017年1月16日，塞維利亞在主場2比1戰勝皇家馬德里，終結對手的40場不敗戰績，1月22日，俱樂部客場4比3戰勝奧薩蘇納，13勝3平3負積42分，為俱樂部隊史最佳西甲半程戰績。不過球隊在之後遇到了嚴重的傷病潮，聯賽一度五輪不勝，歐冠也被淘汰出局，聯賽最後積72分排名第四，可以參加下賽季的歐冠附加賽，在賽季結束後主教練桑保利宣布與球隊解約，前往執教阿根廷國家隊。
2018年3月14日，塞维利亚爆冷击败曼彻斯特联，历史上第一次进入欧冠八强，随后不敌拜仁慕尼黑。比赛中，塞维利亚球员多次对拜仁慕尼黑球员恶意犯规。2019年6月4日，塞维利亚宣布签下胡连·洛佩特吉作为接下来三个赛季的主教练。 2020年8月16日，塞维利亚以2-1击败曼联，在2019-2020赛季欧洲联盟半决赛中取得胜利，并在决赛中以3-2击败国际米兰，第六次捧起2020年欧洲联盟冠军奖杯。
2020年8月22日，塞维利亚3-2战胜国际米兰夺得队史第六座欧联奖杯。
2023年6月1日，塞維亞歷經延長賽1-1，點球大戰4-1戰勝羅馬奪得隊史第七座歐聯獎盃。

## 球會榮譽
| 榮譽               | 次數        | 年度                                                     |
| 本 土 聯 賽        | 本 土 聯 賽 | 本 土 聯 賽                                              |
| ------------------ | ----------- | -------------------------------------------------------- |
| 西班牙甲級聯賽冠軍 | 1           | 1946年                                                   |
| 本 土 盃 賽        |             |                                                          |
| 西班牙國王盃冠軍   | 5           | 1935年、1939年、1948年、2007年、2010年                   |
| 西班牙超級盃冠军   | 1           | 2007年                                                   |
| 歐 洲 賽 事        |             |                                                          |
| 歐洲聯賽冠軍       | 7           | 2006年、2007年、2014年、 2015年、 2016年、2020年、2023年 |
| 歐洲超級盃冠軍     | 1           | 2006年                                                   |

## 球員名單（2025/2026球季）
1. 2025年夏季轉會窗（英语：List of Spanish football transfers summer 2025）：6月1日至10日，6月16日至9月1日。
2. 國籍圖標根據國際足協的參賽資格定義，但球員可能會持有多於一個非國際足協定義的國籍。
3. 粗體字為新加盟球員（青年隊提升不計）。
4. 以下球員名單及球衣號碼根據球會官方網站 （页面存档备份，存于）。

### 現役球員
| 號碼  | 國籍     | 球員                                     | 位置             | 年齡  | 加盟年份 | 前屬球會       | 轉會費      |
| 門 將 | 門 將    | 門 將                                    | 門 將            | 門 將 | 門 將    | 門 將          | 門 將       |
| ----- | -------- | ---------------------------------------- | ---------------- | ----- | -------- | -------------- | ----------- |
| 1     | 西班牙   | （Álvaro Fernández）                     | 門將             | 27    | 2024     | 韋斯卡         | 自由轉會    |
| 13    | 挪威     | （Ørjan Nyland）                         | 門將             | 34    | 2023     | RB萊比錫       | 自由轉會    |
| 25    | 希腊     | （Odysseas Vlachodimos）                 | 門將             | 31    | 2025     | 纽卡斯尔联     | 租借        |
| 31    | 西班牙   | 阿爾貝托·洛佩斯（Alberto Flores）        | 門將             | 21    | 2022     | 青年隊         | 不適用      |
| 後 衛 |          |                                          |                  |       |          |                |             |
| 2     | 西班牙   | 何塞·安吉尔·卡莫纳（José Ángel Carmona） | 右後衛           | 23    | 2022     | 青年隊         | 不適用      |
| 3     | 西班牙   | （Adrià Pedrosa）                        | 左後衛           | 27    | 2023     | 愛斯賓奴       | 自由轉會    |
| 4     | 西班牙   | （Kike Salas）                           | 中後衛           | 23    | 2022     | 青年隊         | 不適用      |
| 12    | 智利     | 加布里埃尔·苏亚佐（Gabriel Suazo）       | 左後衛           | 28    | 2025     | 圖盧茲         | 自由轉會    |
| 22    | 法國     | （Loïc Badé）                            | 中後衛           | 25    | 2023     | 雷恩           | 1,200萬歐元 |
| 23    | 巴西     | （Marcão Teixeira）                      | 中後衛           | 29    | 2022     | 加拉塔薩雷     | 1,200萬歐元 |
| 24    | 法國     | （Tanguy Nianzou）                       | 中後衛           | 23    | 2022     | 拜仁慕尼黑     | 1,600萬歐元 |
| 26    | 西班牙   | （Juanlu Sánchez）                       | 右後衛           | 22    | 2022     | 青年隊         | 不適用      |
| 中 場 |          |                                          |                  |       |          |                |             |
| 6     | 塞尔维亚 | （Nemanja Gudelj）                       | 防守中場／中後衛 | 33    | 2019     | 廣州恆大       | 自由轉會    |
| 8     | 西班牙   | （Joan Jordan）                          | 正中場           | 31    | 2019     | 埃瓦爾         | 1,400萬歐元 |
| 8     | 西班牙   | 佩德罗·奥尔蒂斯（Pedro Ortiz）           | 正中場           | 25    | 2024     | 青年隊         | 不適用      |
| 18    | 法國     | （Lucien Agoumé）                        | 防守中場         | 23    | 2024     | 国际米兰       | 400萬歐元   |
| 20    | 瑞士     | （Djibril Sow）                          | 正中場           | 28    | 2023     | 法蘭克福       | 1,000萬歐元 |
| 前 鋒 |          |                                          |                  |       |          |                |             |
| 5     | 瑞士     | （Rubén Vargas）                         | 左翼             | 27    | 2025     | 奧格斯堡       | 250萬歐元   |
| 7     | 西班牙   | （Isaac Romero）                         | 中鋒             | 25    | 2024     | 青年隊         | 不適用      |
| 9     | 西班牙   | （Rafa Mir）                             | 中鋒             | 28    | 2021     | 狼隊           | 1,600萬歐元 |
| 11    | 比利时   | （Dodi Lukébakio）                       | 右翼             | 27    | 2023     | 哈化柏林       | 1,000萬歐元 |
| 14    | 西班牙   | 佩克·費南德斯（Peque Fernández）         | 影子前鋒         | 22    | 2024     | 桑坦德競賽     | 400萬歐元   |
| 15    | 奈及利亞 | 阿科爾·亞當斯（Akor Adams）              | 中鋒             | 25    | 2025     | 蒙彼利埃       | 550萬歐元   |
| 17    | 西班牙   | 阿方·岡薩雷斯（Alfon González）          | 左翼             | 26    | 2025     | 切爾達         | 自由轉會    |
| 19    | 奈及利亞 | 克萊奇·伊希納喬（Kelechi Iheanacho）     | 中鋒             | 28    | 2024     | 莱斯特城       | 自由轉會    |
| 21    | 奈及利亞 | （Chidera Ejuke）                        | 左翼             | 27    | 2024     | 莫斯科中央陆军 | 自由轉會    |
| 24    | 比利时   | （Adnan Januzaj）                        | 邊鋒             | 30    | 2022     | 皇家社會       | 自由轉會    |
| 27    | 比利时   | 史坦尼斯·伊頓博（Stanis Idumbo）         | 進攻中場         | 20    | 2024     | 青年隊         | 不適用      |

為此隊的隊長。

1. ↑  租借下半季(22/23)後買斷
2. ↑  租借下半季(23/24)後買斷

### 外借球員
| 號碼             | 國籍             | 球員                 | 位置             | 年齡             | 加盟年份         | 外借球會         | 外借球季         |
| 2025年夏季轉會窗 | 2025年夏季轉會窗 | 2025年夏季轉會窗     | 2025年夏季轉會窗 | 2025年夏季轉會窗 | 2025年夏季轉會窗 | 2025年夏季轉會窗 | 2025年夏季轉會窗 |
| ---------------- | ---------------- | -------------------- | ---------------- | ---------------- | ---------------- | ---------------- | ---------------- |
| -                | 阿根廷           | （Federico Gattoni） | 中後衛           | 26               | 2022             | 河床             | 25/26球季        |

### 離隊球員
| 號碼             | 國籍             | 球員                         | 位置             | 年齡             | 加盟年份         | 加盟球會         | 轉會費           |
| 2025年夏季轉會窗 | 2025年夏季轉會窗 | 2025年夏季轉會窗             | 2025年夏季轉會窗 | 2025年夏季轉會窗 | 2025年夏季轉會窗 | 2025年夏季轉會窗 | 2025年夏季轉會窗 |
| ---------------- | ---------------- | ---------------------------- | ---------------- | ---------------- | ---------------- | ---------------- | ---------------- |
| 10               | 西班牙           | （Suso Fernandez）           | 右翼             | 31               | 2020             | 卡迪斯           | 自由轉會         |
| 12               | 比利时           | （Albert Sambi Lokonga）     | 正中場           | 25               | 2024             | 阿森納           | 租借回歸         |
| 17               | 西班牙           | 薩烏爾·尼格斯（Saúl Ñíguez） | 正中場           | 30               | 2024             | 馬德里競技       | 租借回歸         |

## 董事会和财务状况

### 主席
塞维利亚采用总裁管理体制，但有一个董事会讨论和批准必须执行的重要决策。主席在某些时候会得到一位总经理和一位体育总监的支持。
在其历史上，塞维利亚一共有28位主席， 其中第一位是来自苏格兰的爱德华·法夸尔森·约翰斯顿。任职时间最长的主席分别是拉蒙·桑切斯·皮苏安、尤金尼奥·蒙特斯·卡贝萨斯、何塞·玛丽亚·德尔·尼多·贝纳文特、路易斯·库尔瓦斯·维尔切斯和何塞·卡斯特罗·卡莫纳。
1992年，塞维利亚足球俱乐部成为一家有限责任公司，根据该类体育公司的法律条款进行运营，并因此将主席的选举方式从由会员选举改为由俱乐部股东选举。

### 所有权
- Sevillistas de Nervion S.A.（何塞·玛丽亚·德尔·尼多、罗伯托·阿莱斯、何塞·卡斯特罗、何塞·马丁·巴埃纳、弗朗西斯科·吉哈罗和何塞·戈麦斯·米尼安）
- 拉斐尔·卡里翁·莫雷诺
- 777合伙人公司[13]
- Accionistas Unidos（支持者信托/小股东）

## 外部連結
- 塞維利亞足球俱樂部官方網站 （页面存档备份，存于）
- 塞維利亞足球俱樂部的新浪微博